# Buddy Emmons
Buddy Gene Emmons (* 27. Januar 1937 in Mishawaka, Indiana; † 28. Juli 2015 in Hermitage, Tennessee) war ein US-amerikanischer Pedal-Steel-Gitarrist. Als Musiker in den Bands von Little Jimmy Dickens, Ernest Tubb und Ray Price machte er sich einen Namen als einer der wichtigsten Pioniere dieses Instrumentes, dem er auch durch Gründung zweier eigener Pedal-Steel-Manufakturen kommerziell zum Durchbruch verhalf.

## Leben

### Anfänge
Buddy Emmons wurde in Mishawaka im Bundesstaat Indiana geboren. Im Alter von 11 Jahren schenkte sein Vater ihm eine Lap-Steel-Gitarre und meldete ihn im hawaiianischen Musikkonservatorium in South Bend für Unterricht an. Neben der „ursprünglichen“ Lap-Steel-Ausbildung, die Emmons dort genoss, versuchte er auch die Country-Musik im Radio nachzuspielen. Insbesondere den Lap-Steel-Klängen von Herb Remington und Jerry Byrd, einem Musiker von Ernest Tubb, für den Emmons später selbst spielen sollte, schenkte er besonderes Gehör. Da er immer besser wurde, erhielt er von seinen Eltern im Alter von fünfzehn Jahren bereits eine Fender Stringmaster mit drei Hälsen. Emmons brach die Schule ab und ging in Calumet City, Illinois, und ein Jahr später in Detroit Engagements mit lokalen Musikern ein.

### An der Seite von Little Jimmy Dickens
1955 hörte Little Jimmy Dickens Emmons bei einem Auftritt. Im Alter von 18 Jahren zog Emmons daraufhin nach Nashville, wo er ein Jahr lang für Dickens arbeitete. In dieser Zeit entstanden auch einige Instrumentalaufnahmen, unter anderem Buddy's Boogie, welches unter Pedal-Steel-Gitarristen heute als Standard gilt. Dickens löste seine Band 1956 auf, sodass Emmons eine Zeit lang als Sessionmusiker arbeitete und unter anderem mit Faron Young dessen Hit Sweet Dreams aufnahm.

### Karriere als Unternehmer
Um die damals unter den Gitarristen in Nashville noch nicht sehr populäre Pedal-Steel-Gitarre weiterzuentwickeln, gründete Emmons gemeinsam mit Shot Jackson die Firma Sho-Bud. Die Pedal-Steel-Gitarren dieser Marke entwickelten sich schnell zu einem kommerziellen Erfolg. Emmons und Jackson änderten die vom Pedal-Steel-Innovator Bud Isaacs entwickelte Pedalkonfiguration des Instruments, um eine größere musikalische Variabilität zu erzielen. Das neue Patent, das einen Akkordwechsel von der Tonika zur Subdominanten per Fuß ermöglichte, und weitere Konzepte von Emmons, trugen dazu bei, dass sich die E9-Stimmung neben dem C6-Tuning zur heutigen Standard-Stimmung der zehnsaitigen Pedal-Steel-Gitarre entwickelte. Emmons verließ Sho-Bud 1963 nach (rein beruflichen) Differenzen mit Shot Jackson und gründete das Unternehmen „Emmons“. Die unter diesem Namen vertriebenen Instrumente, insbesondere frühe Modelle, werden aufgrund ihrer hohen Wertigkeit und ihrem herausragenden Ton noch immer sehr teuer gehandelt. Das Unternehmen, heute eine Tochterfirma von „Lashley“, vertreibt noch immer Pedal-Steels.

### Durchbruch bei Ernest Tubb
1957 trat Emmons den Texas Troubadours von Ernest Tubb bei. An der Seite von Jack Drake (Bass), Leon Rhodes (Gitarre) und Jan Kurtis (Schlagzeug) entwickelte sich die Band durch Emmons' Beitrag massiv weiter. Tubb, der bereits länger als ein Jahrzehnt ein Superstar der Country-Szene war, bestand darauf, dass Emmons und Rhodes ihre Soli notengenau so spielten, wie sie auf seinen Aufnahmen zu hören waren. Trotz dieser Einschränkung gelang es der Band, einen neuen, rhythmischeren Sound für die 1960er-Jahre zu entwickeln, und Tubb so auch musikalisch einen frischen Hintergrund zu liefern. Emmons verließ die Band, eine der weitgereistesten und meist beschäftigtsten in der Szene, 1962.

### Weitere Laufbahn
Emmons löste daraufhin Jimmy Day bei den Cherokee Cowboys von Ray Price ab. Er begann nun, sich musikalisch stark vom Jazz beeinflussen zu lassen, was seine technischen Innovationen der Pedal-Steel-Gitarre stark begünstigten. Insbesondere die von ihm entwickelten, chromatischen F#- und D#- Komponenten in der E9-Stimmung, ermöglichten ihm, neue Ideen mit dem Instrument umzusetzen. Sein Solo auf dem Song „Night Life“ in der Aufnahme von Price sorgte in Nashville für Aufsehen. 1963 nahm Emmons in New York ein Jazz-Album auf, Steel Guitar Jazz (Mercury), mit Jerome Richardson, Bobby Scott, Art Davis und Charlie Persip. 1965 verließ er Price, der bei seinen Hits wie „For the Good Times“ nun verstärkt auf klassische Orchestrierungen und eine stärkere Pop-Ausrichtung setzte. Aufgrund von privaten Problemen wurde zu dieser Zeit seine zweite Ehe geschieden. Vorübergehend spielte daraufhin er Bass für Roger Miller und lebte in Kalifornien. Dort nahm er als Session-Musiker Songs mit Nancy Sinatra, den Carpenters, John Sebastian und Gram Parsons auf. Später kehrte er nach Nashville zurück und arbeitete mit Mel Tillis, Donna Fargo und Charlie Walker. 1975 erschien sein Album Steel Guitar, auf dem neben Country-Standards wie „Orange Blossom Special“ auch eine revolutionäre Steel-Guitar-Version von Johann Pachelbels „Kanon in D-Dur“ zu hören war. Seit 1974 trat er regelmäßig bei der jährlichen Steel-Guitar-Convention in St. Louis auf. Ein Projekt mit dem Gitarristen Danny Gatton unter dem Titel Redneck Jazz Explosion brachte ein Live-Album hervor. 1981 wurde er Mitglied der Steel Guitar Hall of Fame. Neben Sessions mit Stars wie George Strait, Gene Watson und Ricky Skaggs spielte Emmons in den 1990er-Jahren auch für die Everly Brothers, mit denen er von 1998 bis 2001 auch auf Tour ging. Er arbeitete u. a. auch mit Lenny Breau, Gary Burton, Larry Carlton, Ray Charles und Manhattan Transfer. Im Bereich des Jazz war er zwischen 1945 und 1997 an 19 Aufnahmesessions beteiligt.
Nach Abschluss dieser Zusammenarbeit war Emmons ein Jahr lang gezwungen, als Musiker zu pausieren, da er an einer Art schmerzhaften Sehnenscheidenentzündung im rechten Daumen litt. Nach seiner Genesung spielte er jedoch noch immer auf Aufnahmen seiner früheren Weggefährten. Seine Frau Peggy, die er 1967 in dritter Ehe geheiratet hatte, verstarb im Jahr 2007. Emmons arbeitete bis zu seinem Tod als Pedal-Steel-Gitarrist, auch wenn er sein Engagement, insbesondere was die Teilnahme an Aufnahmesessions betrifft, zurückgefahren hatte. Er gilt als einer der bedeutsamsten Wegbereiter der Pedal-Steel und seine musikalischen wie technischen Innovationen haben den Erfolg und die Entwicklung dieses Instrumentes nachhaltig geprägt.